# Zdravko Dizdar
Zdravko Dizdar (Oklaj, 27. siječnja 1948.), hrvatski je povjesničar.

## Životopis
Zdravko Dizdar rođen je u Oklaju 1948. godine. Osnovnu školu pohađao je u Oroliku, kod Vinkovaca (1-4. razred) i u rodnom Oklaju (5-8. razred), a gimnaziju (društveni smjer) od 1962. godine pohađao je i završio u Zemunu. Studij povijesti (jednopredmetni smjer) započeo je 1966. godine na Filozofskom fakultetu u Beogradu, a od druge godine nastavio i završio u travnju 1970. godine na Filozofskom fakultetu u Zagrebu.
U razdoblju od 1972. do 1980. godine radio je kao kustos u Regionalnom muzeju Pounja u Bihaću. Vodio je zbirke, objavljivao priloge te organizirao izložbe iz novije povijesti Pounja (od 1878. do 1945. godine).
Na Filozofskom fakultetu u Zagrebu obranio je 1979. godine magistarsku tezu Radnički pokret Pounja 1929-1941., a doktorsku dizertaciju Četnički zločini u Bosni i Hercegovini od 1941. do 1945. obranio je 2001. godine (na istom fakultetu).
Od 1980. godine djelatnik je Hrvatskog instituta za povijest u Zagrebu.

## Djela
- Radnički pokret u Pounju 1929-1941., Sarajevo, 1980.
- Građa za povijest narodnooslobodilačke borbe u sjeverozapadnoj Hrvatskoj 1941-1945., knjiga I (ožujak-prosinac 1941.), Zbornik dokumenata, Zagreb, 1981.
- Građa za povijest NOB-e u sjevernozapadnoj Hrvatskoj 1941-1945., knjiga II /siječanj-lipanj 1942./, Zagreb, 1984.
- Građa za povijest NOB-e u sjevernozapadnoj Hrvatskoj 1941-1945., knjiga III  /srpanj-prosinac 1942./, Zagreb, 1984.
- Narodnooslobodilačka borba u Žumberku i na Gorjancima, Novo Mesto, 1986., tiskana uz hrvatski i na slovenskom jeziku. (suautor Zdenko Picelj, ml.)
- Pregled razvitka narodnooslobodilačkog pokreta u Samoboru 1941-1945. god., Samobor, 1987.
- Žumberačka NOU brigada, Beograd, 1989. (suautor Mane Borčić)
- Doprinos Hrvatske pobjedi antifašističke kaoalicije, Zagreb, 1996., 2. dopunjeno izdanje,(suautor Milivoj Kujundžić)
- Životni miljokazi Mirka Validžića Ćelkanovića prominjskog književnika i kamenovanog župnika, Pazin, 1996.
- Prešućivani četnički zločini u Hrvatskoj i u Bosni i Hercegovini: 1941. – 1945., Zagreb, 1999. (suautor Mihael Sobolevski)
- Hrvatska borba za opstojnost 1918. – 1998., Zagreb, 2000. (suautor Milivoj Kujundžić)
- Četnički zločini u Bosni i Hercegovini: 1941. – 1945., Zagreb, 2002.
- Zagrebačka županija, Zagreb, 2003. (suautorica Suzana Leček)
- Partizanska i komunistička represija i zločini u Hrvatskoj 1944. – 1946. godine. Dokumenti, Slavonski Brod, 2005. (suautori: Vladimir Geiger, Milan Pojić i Mato Rupić)
- Logor Danica u Koprivnici 1941. – 1942., knj. 1, knj. 2: Dokumenti, Koprivnica, 2017.[2]

Djela, znanstveni radovi: Hrvatska znanstvena bibliografija i Hrvatski institut za povijest.

## Nagrade i priznanja
- 2011.: Nagrada Ljubica Štefan.[4]

## Vanjske poveznice
- Zdravko Dizdar, Bjelovarski ustanak od 7. do 10. travnja 1941. // Časopis za suvremenu povijest, sv. 39, br. 3, 2007., str. 581. – 689. (Hrčak)
- Zdravko Dizdar, Velikosrpska politika prema Lici u 19. i 20. stoljeću, u: Identitet Like: korijeni i razvitak, knjiga I., ur. dr. sc. Željko Holjevac, Institut društvenih znanosti Ivo Pilar – Područni centar Gospić, Zagreb – Gospić, 2009.
- HIC: Medjunarodni znanstveni skup "JUGOISTOCNA EUROPA 1918.-1995."  Arhivirana inačica izvorne stranice od 21. siječnja 2012. (Wayback Machine), Četnički zločini genocida nad Hrvatima i Muslimanima u Bosni i Hercegovini i Hrvatima u Hrvatskoj tijekom Drugoga svjetskoga rata (1941. – 1945.), Mr Zdravko Dizdar.